# Tour de France 2008/13. Etappe
Die 13. Etappe der Tour de France 2008 am 18. Juli war 182 Kilometer lang und verlief von Narbonne nach Nîmes. Es standen zwei Sprintwertungen und drei Bergwertungen der 4. Kategorie auf dem Programm.
Schon kurz nach dem Start griffen Niki Terpstra und Florent Brard an und konnten sich absetzen. Die beiden erreichten einen Maximalvorsprung von 9:55 min. Brard konnte sich alle drei Bergwertungen sichern, den letzten Punkt konnte sich zweimal Sebastian Lang und einmal Bernhard Kohl sichern. Die beiden Sprintwertungen, die erst nach den Bergwertungen ausgefahren wurden, konnte sich jeweils Terpstra sichern. Juan Antonio Flecha griff vor der ersten Sprintwertung aus dem Feld an und sicherte sich die letzten beiden Punkte, an der zweiten Sprintwertung griff er zusammen mit Stéphane Augé an, der sich die Punkte sichern konnte. Augé setzte nun allerdings den Angriff fort, um zum Spitzenduo zu kommen. An der letzten Sprintwertung griff unterdessen Terpstra seinen Mitfahrer an und konnte sich von ihm absetzen. Augé holte seinen Teamkollegen Brard schließlich ein, beide wurden aber kurz danach vom Feld geschluckt. Das passierte Terpstra 10 km vor dem Ziel schließlich auch. Nun griff Stef Clement an, wurde aber wieder vom Feld geschluckt. Sylvain Chavanel bestritt den nächsten Angriff, wurde aber 3 km vor dem Ziel ebenfalls wieder eingeholt. Das Ziel in Nîmes wurde auf einer 1100 Meter langen und 7,5 Meter breiten Zielgeraden erreicht. Dort konnte sich Mark Cavendish seinen vierten Etappensieg sichern. Dahinter platzierten sich Robbie McEwen und Romain Feillu. In der Gesamtwertung ergaben sich keine Änderungen.

## Sprintwertungen
- 1. Zwischensprint in Saint-Bauzille-de-Montmel (Kilometer 139,5) (124 m ü. NN)

| Erster  | Niki Terpstra       | 6 Pkt. |
| Zweiter | Florent Brard       | 4 Pkt. |
| Dritter | Juan Antonio Flecha | 2 Pkt. |
- 2. Zwischensprint in Villevieille (Kilometer 155,5) (82 m ü. NN)

| Erster  | Niki Terpstra | 6 Pkt. |
| Zweiter | Florent Brard | 4 Pkt. |
| Dritter | Stéphane Augé | 2 Pkt. |
- Zielsprint in Nîmes (Kilometer 182) (58 m ü. NN)

| Erster   | Mark Cavendish     | 35 Pkt. |
| Zweiter  | Robbie McEwen      | 30 Pkt. |
| Dritter  | Romain Feillu      | 26 Pkt. |
| Vierter  | Heinrich Haussler  | 24 Pkt. |
| Fünfter  | Óscar Freire       | 22 Pkt. |
| Sechster | Thor Hushovd       | 20 Pkt. |
| Siebter  | Leonardo Duque     | 19 Pkt. |
| Achter   | Erik Zabel         | 18 Pkt. |
| Neunter  | Julian Dean        | 17 Pkt. |
| Zehnter  | Sébastien Chavanel | 16 Pkt. |
| 11.      | Robert Hunter      | 15 Pkt. |
| 12.      | Gert Steegmans     | 14 Pkt. |
| 13.      | Iñaki Isasi        | 13 Pkt. |
| 14.      | Arnaud Coyot       | 12 Pkt. |
| 15.      | Rubén Pérez        | 11 Pkt. |
| 16.      | Xavier Florencio   | 10 Pkt. |
| 17.      | Martijn Maaskant   | 9 Pkt.  |
| 18.      | Alessandro Ballan  | 8 Pkt.  |
| 19.      | Robert Förster     | 7 Pkt.  |
| 20.      | Jimmy Casper       | 6 Pkt.  |
| 21.      | Martin Elmiger     | 5 Pkt.  |
| 22.      | David Millar       | 4 Pkt.  |
| 23.      | Geoffroy Lequatre  | 3 Pkt.  |
| 24.      | Óscar Pereiro      | 2 Pkt.  |
| 25.      | Alejandro Valverde | 1 Pkt.  |

## Bergwertungen
- Côte de la Resclauze, Kategorie 4 (Kilometer 62) (236 m ü. NN; 2,7 km à 4,4 %)

| Erster  | Florent Brard  | 3 Pkt. |
| Zweiter | Niki Terpstra  | 2 Pkt. |
| Dritter | Sebastian Lang | 1 Pkt. |
- Côte de Puéchabon, Kategorie 4 (Kilometer 105,5) (293 m ü. NN; 2,5 km à 5,2 %)

| Erster  | Florent Brard | 3 Pkt. |
| Zweiter | Niki Terpstra | 2 Pkt. |
| Dritter | Bernhard Kohl | 1 Pkt. |
- Pic Saint-Loup, Kategorie 4 (Kilometer 126) (240 m ü. NN; 1,2 km à 4,7 %)

| Erster  | Florent Brard  | 3 Pkt. |
| Zweiter | Niki Terpstra  | 2 Pkt. |
| Dritter | Sebastian Lang | 1 Pkt. |